# J. B. de Mello e Souza
João Baptista de Mello e Souza, ou simplesmente J. B. de Mello e Souza (Queluz, 28 de maio de 1888 — Rio de Janeiro, 24 de abril de 1969) foi um escritor brasileiro, membro da Academia Carioca de Letras e irmão mais velho de Julio César de Melo e Souza, o Malba Tahan.
João Baptista teve muitos livros publicados, entre eles: "Meninos de Queluz" (Prêmio Joaquim Nabuco pela Academia Brasileira de Letras), "Histórias do Rio Paraíba" e "Canções da Escola e do Lar", muitos deles sob o pseudônimo J. Meluza.
Também foi presidente da Federação Brasileira dos escoteiros do mar e, segundo consta, durante o período de sua atuação a instituição chegou a ter mais de cem barcos em intensa atividade.

## Prêmios
- 1906 - 1º prêmio de poesia - recebido durante o Congresso Universal com a presença de Zamenhof 2[1]
- 1948 - Prêmio Joaquim Nabuco pela Academia Brasileira de Letras - Livro Meninos de Queluz[1]